# 亜砒藍鉄鉱
亜砒藍鉄鉱（あひらんてっこう、 Parasymplesite）は、1954年に発表された日本産新鉱物で、東京大学の鉱物学者伊藤貞市などにより大分県宇目町（現・佐伯市）の木浦鉱山から発見された。 化学組成はFe2+3(AsO4)2・8H2Oで、単斜晶系。砒藍鉄鉱（Symplesite）（三斜晶系、1837年記載）の同質異像であることにちなみ命名された。しかし砒藍鉄鉱自体の結晶構造は解明されておらず、国際鉱物学連合の命名規約改定により結晶構造が同一であれば、対称性を問わず両者は同一とされるので、亜砒藍鉄鉱自体の独立性は砒藍鉄鉱の結晶構造の解明により変化する可能性がある。
藍鉄鉱（Fe2+3(PO4)2・8H2O）のリンをヒ素に置き換えた類縁体であり、ニッケル華、コバルト華などと共に藍鉄鉱グループを形成する。
硫砒鉄鉱の風化により他のヒ酸塩二次鉱物と共に産出する。淡緑色透明の結晶で、へき開は二方向に完全。日光により鉄イオンが酸化され、濃緑色の鉄砒藍鉄鉱（Ferrisymplesite）に変化する。